# 1650 az irodalomban
Az 1650. év az irodalomban.

## Események
- Sárospatakra érkezik Comenius cseh pedagógus, író.

## Új művek
- Madeleine de Scudéry (és Georges de Scudéry) pásztorregénye: Artamène ou le Grand Cyrus (Artamène avagy a nagy Cyrus); a francia nyelven valaha írt leghosszabb regényfolyam (tíz kötet, 1650–1653).

## Születések
- 1650 – Misztótfalusi Kis Miklós magyar nyomdász, betűmetsző; kiadói tevékenysége is jelentős († 1702)

## Halálozások
- február 11. – René Descartes francia filozófus, természetkutató (* 1596)
- június 28. – Jean de Rotrou francia költő, drámaíró (* 1609)